# 1995년 아제르바이잔 쿠데타 미수
1995년 아제르바이잔 쿠데타 미수(아제르바이잔어: 1995 Azərbaycanda hərbi çevrilişə cəhd) 또는 바쿠 터키 쿠데타는 아제르바이잔 특수목적경찰부대의 분견대장이었던 뢰프셴 자바도프 대령이 일으켰던 아제르바이잔군의 쿠데타 미수 사건이다. 쿠데타군은 헤이다르 알리예프 대통령의 아제르바이잔 정부를 무너뜨리고 전 대통령이었던 애뷜패즈 엘치배이를 집권시키려 움직였다. 당시 터키 대통령이었던 쉴레이만 데미렐이 터키 내에 쿠데타를 지지하는 세력이 있다는 것을 알아내고 알리예프 대통령에게 쿠데타를 경고하면서 쿠데타가 발각, 제압되었다. 1995년 3월 17일, 아제르바이잔군이 반군의 주둔지를 포위공격하여 전투 도중 자바도프가 사망하였다. 1996년 터키 수술루크 스캔들 당시 터키 내에서 쿠데타를 지지했던 세력이 있었다는 보고서가 공개되었다.

## 전개
1994년 12월 12일, 코르쿠트 에켄(터키 국가정보부장), 이브라힘 샤힌, 아이한 차르큰(터키 경찰특수작전국), 아브둘라흐 차틀르(청부살인업자)를 위시로 한 팀이 튀르키예에서 아제르바이잔으로 넘어가 친터키 쿠데타를 일으키기 위해 특수목적경찰부대원 60명을 비밀리에 훈련했다. 이 팀들은 CIA로 망명한 구 KGB 요원이자, 쿠데타를 주도한 경찰부대 사령관인 뢰프셴 자바도프의 초청을 받았다. KGB/FSB와 CIA는 이 사건을 면밀히 감시하였다.
터키의 신문인 예니 샤파크에서는 쿠데타가 터키군 아드야만 헌병연대 대령인 네자베틴 에르게네콘이 지휘했다고 보도했다. 하지만 다른 신문들은 에르게네콘이 1982년 아드야만 헌병사령부에서 은퇴했다고 보도했다. 예니 사파크는 엘치배이가 터키 장군 벨리 퀴취크와 관계가 있다고 보도하기도 했다.
1995년 3월 10일 터키 국가정보부에서 터키 대통령 쉴레이만 데미렐에게 보고하고, 데미렐 대통령은 당시 아제르바이잔 대통령이었던 알리예프에게 전화를 걸어 쿠데타를 경고하며 쿠데타 음모가 발각되었다. 1995년 3월 17일, 아제르바이잔군이 자국 내에 있던 반란군 진지를 포위공격하여 자바도프를 사살하였다. 러시아의 NTV는 정부군과 반군의 충돌로 80명이 사망했다고 보도했다.

## 동기
1996년 터키 국가정보부에 따르면, 터키의 탄수 칠레르 총리는 장관 아이바즈 괴크데미르, 경찰국장 메흐메트 아아르, 이브라힘 샤힌, 코르쿠트 에켄과의 회동에서 쿠데타로 엘치배이를 대통령으로 시키는 계획에 동의하였다. 엘치베이는 민족주의자 운동당(MHP)의 정치인이자 캅카스를 가로지르는 튀르크족 단일국가를 건설하러는 열망을 가진 알파르슬란 튀르케슈와 이념적으로 동맹이었다.튀르케슈의 쿠데타 지지는 터키와 아제르바이잔 사이 외교위기를 촉발시켰고, 나중에는 공식적으로 쿠데타 시도를 다루는 보고서에서 이 부분을 반박하는 성명을 요청하였다.
1996년 폭로된 수술루크 보고서에서 칠레르 총리의 수석고문인 아자르 오칸과 쉴레이만 카밀 위제오랄이 쿠데타 미수 사건에 공모했다고 폭로했다.수술루크 위원회 위원인 피크리 살라르는 아제르바이잔 쿠데타의 목적이 아프가니스탄을 향한 마약밀매 통로 확보였다고 주장했다. 살라르는 위제오랄이 아프가니스탄의 군벌인 압둘 라시드 도스툼에게 비자금을 수수하는 데 관여했다고 주장했다.

## 같이 보기
- 1993년 아제르바이잔 쿠데타

## 참고 문헌
- de Waal, Thomas (2003). 《Black Garden: Armenia and Azerbaijan Through Peace and War》. New York: New York University Press. ISBN 978-0-8147-1945-9.
- “1998 Report” (PDF). Ankara: Human Rights Foundation of Turkey. 2000. 2009년 2월 5일에 원본 문서 (PDF)에서 보존된 문서. (contains the Susurluk reports in the annex, and material on the Counter-Guerrilla)